# 허용복
허용복(?~)은 조선민주주의인민공화국의 외교관이다.

## 경력
- 외무성 아프리카·아랍·라틴아메리카 국장[1]
- 외무성 부상[2][3][4][5]